# Amomum
- Commons
- Wikispecies

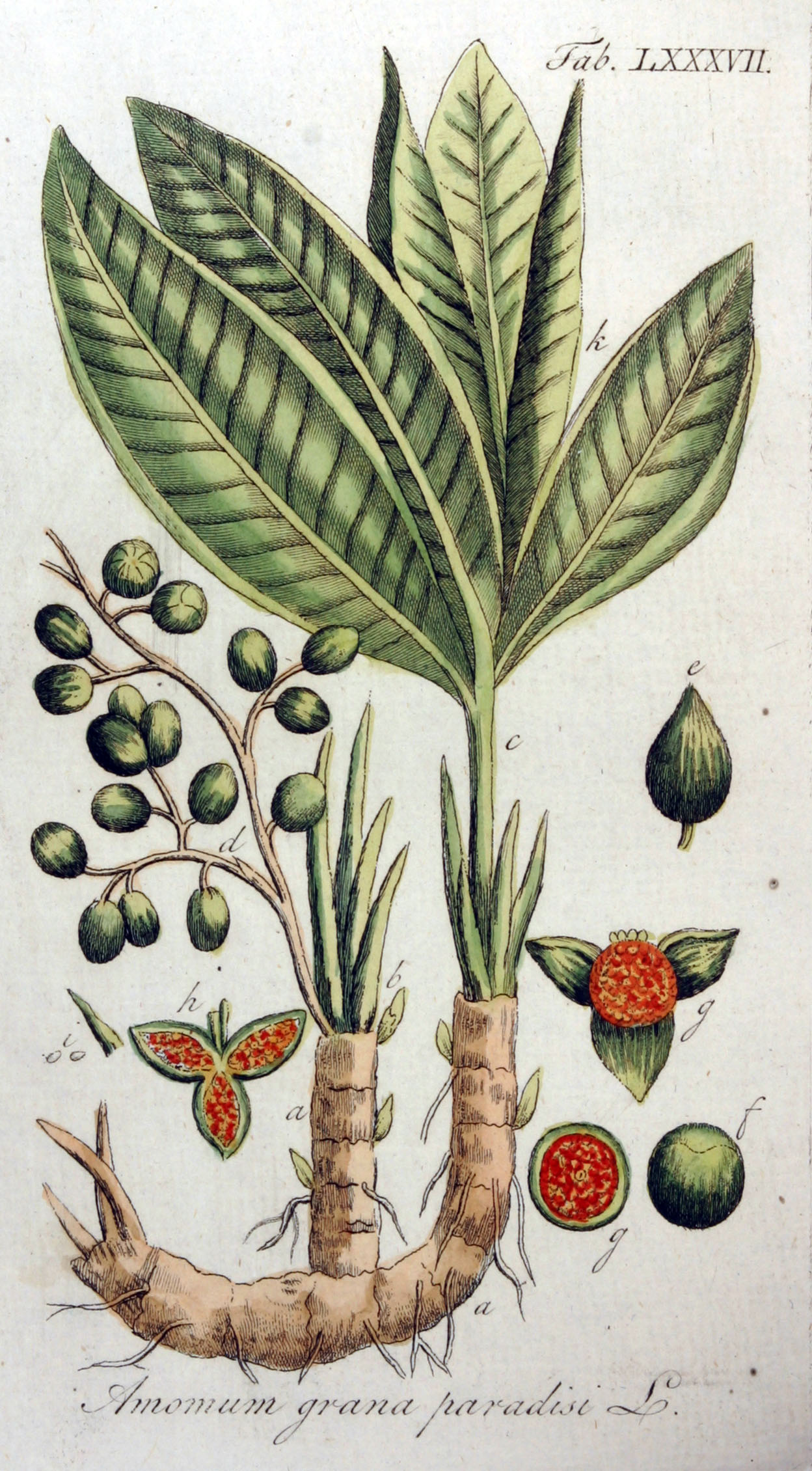
Amomum grana paradisi

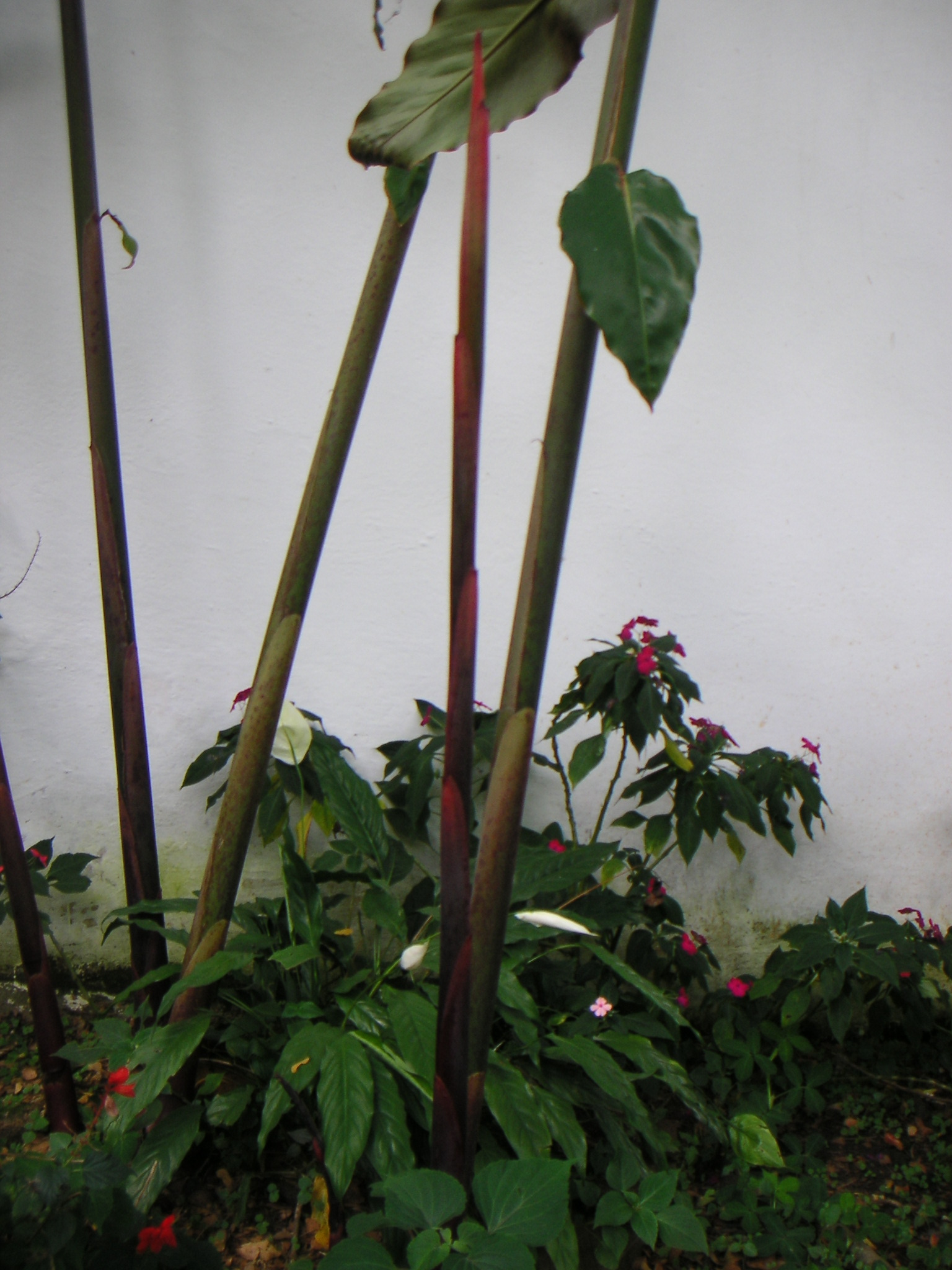
Amomum grana paradisi

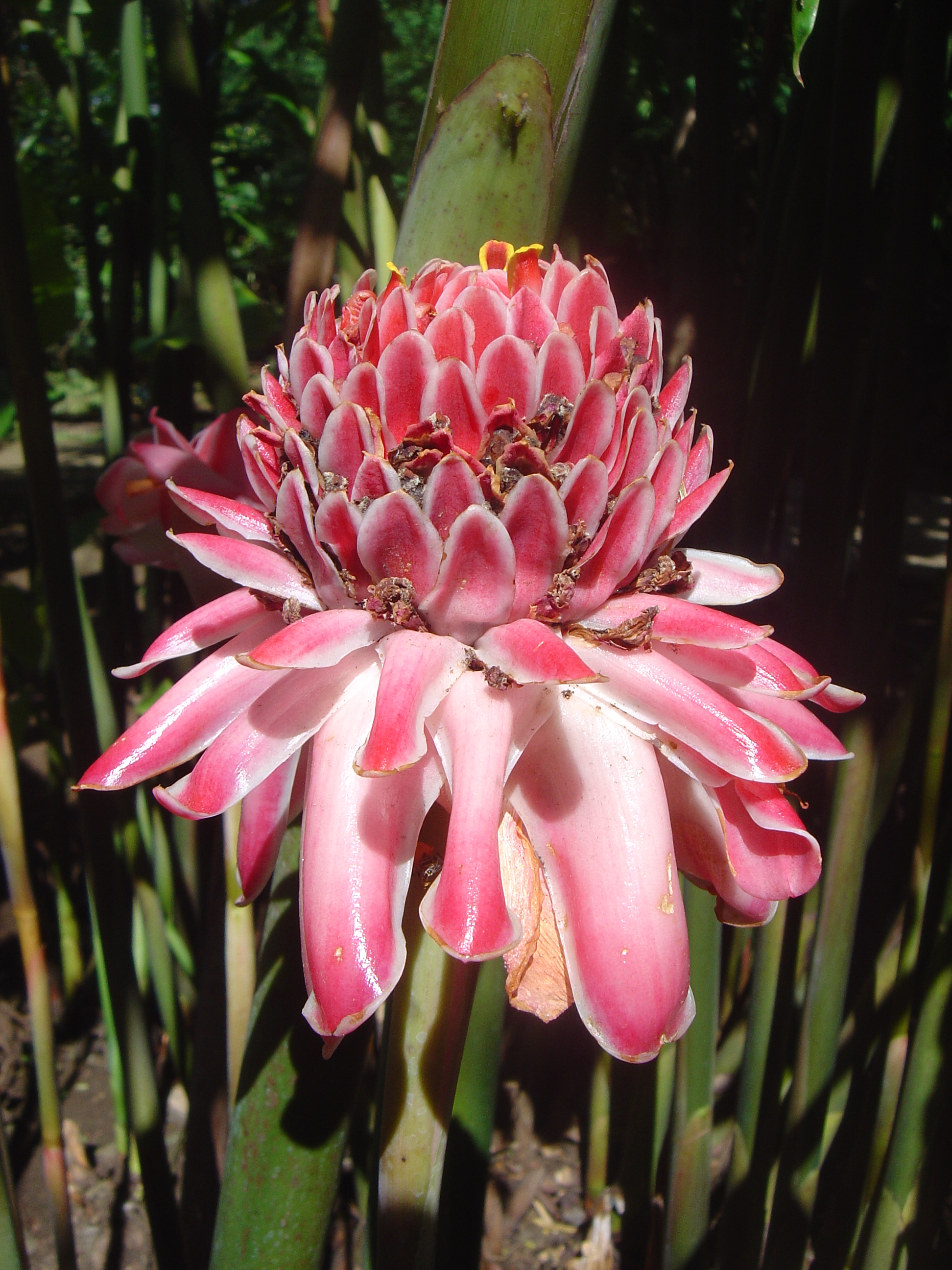
Inflorescência

Amomum Roxb. é um gênero da família Zingiberaceae
O gênero é formado por aproximadamente  300 espécies espalhadas nas regiões tropicais, principalmente Sudeste asiático ( Malásia, Sumatra, Bornéu ) e África.
As plantas deste gênero são muito conhecidas por suas propriedades aromáticas.

## Sinonímia
- Conamomum Ridl.

## Espécies
| - Amomum acre Valeton - Amomum aculeatum Roxb. - Amomum acuminatum Thwaites - Amomum alborubellum K.Schum. & Lauterb. - Amomum angustipetalum S.Sakai & Nagam. - Amomum anomalum R.W.Sm. - Amomum apiculatum K.Schum. - Amomum aquaticum Raeusch. - Amomum argyrophyllum Ridl. - Amomum aromaticum Roxb. - Amomum austrosinense D.Fang - Amomum benthamianum Trimen - Amomum bicorniculatum K.Schum. - Amomum bicornutum Ridl. - Amomum biflorum Jack - Amomum bilabiatum S.Sakai & Nagam. - Amomum blumeanum Valeton - Amomum borealiborneense I.M.Turner - Amomum borneense (K.Schum.) R.M.Sm. - Amomum botryoideum Cowley - Amomum brachychilus K.Schum. - Amomum brachypodanthum K.Schum. - Amomum bulusanense Elmer - Amomum burttii R.M.Sm. - Amomum calophrys K.Schum. - Amomum calyptratum S.Sakai & Nagam. - Amomum cannicarpum (Wight) Benth. ex Baker - Amomum capsiciforme S.Q.Tong - Amomum centrocephalum A.D.Poulsen - Amomum cephalotes Ridl. - Amomum cerasinum Ridl. - Amomum chaunocephalum K.Schum. - Amomum chinense W.Y.Chun - Amomum citrinum (Ridl.) Holttum - Amomum compactum Sol. ex Maton - Amomum conoideum (Ridl.) Elmer - Amomum coriaceum R.M.Sm. - Amomum coriandriodorum S.Q.Tong & Y.M.Xia - Amomum corynostachyum Wall. - Amomum cylindraceum Ridl. - Amomum dallachyi F.Muell. - Amomum deorianum D.P.Dam & N.Dam - Amomum deuteramomum K.Schum. - Amomum dictyocoleum K.Schum. - Amomum dimorphum M.F.Newman - Amomum dolichanthum D.Fang - Amomum durum S.Sakai & Nagam. - Amomum echinatum Willd. - Amomum echinocarpum Alston - Amomum elegans Ridl. - Amomum elephantorum Pierre ex Gagnep. - Amomum epiphyticum R.M.Sm. - Amomum flavidulum Ridl. - Amomum flavoalbum R.M.Sm. - Amomum flavorubellum K.Schum. & Lauterb. - Amomum fragile S.Q.Tong - Amomum fulviceps Thwaites - Amomum gagnepainii T.L.Wu - Amomum garoense S.Tripathi & V.Prakash - Amomum ghaticum K.G.Bhat - Amomum glabrum S.Q.Tong - Amomum gracile Blume - Amomum gramineum Wall. ex Baker - Amomum graminifolium Thwaites - Amomum gymnopodum K.Schum. - Amomum gyrolophos R.M.Sm. - Amomum hansenii R.M.Sm. - Amomum hastilabium Ridl. - Amomum hedyosmum I.M.Turner - Amomum hirticalyx K.Schum. - Amomum hochreutineri Valeton - Amomum holmesii K.Schum. - Amomum hypoleucum Thwaites - Amomum irosinense (Elmer) Merr. - Amomum jainii S.Tripathi & V.Prakash - Amomum jingxiense D.Fang & D.H.Qin - Amomum kinabaluense R.M.Sm. - Amomum kingii Baker - Amomum koenigii J.F.Gmel. - Amomum krervanh Pierre ex Gagnep. - Amomum kwangsiense D.Fang & X.X.Chen - Amomum lacteum Ridl. - Amomum lambirense R.M.Sm. - Amomum laoticum Gagnep. - Amomum lappaceum Ridl. | - Amomum laxisquamosum K.Schum. - Amomum lepicarpum Ridl. - Amomum ligulatum R.M.Sm. - Amomum linearifolium Elmer - Amomum loheri K.Schum. - Amomum longiligulare T.L.Wu - Amomum longipedunculatum R.M.Sm. - Amomum longipetiolatum Merr. - Amomum lophophorum (Ridl.) Elmer - Amomum luteum R.M.Sm. - Amomum luzonense Elmer - Amomum macrodons Scort. - Amomum macroglossa K.Schum. - Amomum masticatorium Thwaites - Amomum maximum Roxb. - Amomum menglaense S.Q.Tong - Amomum mengtzense H.T.Tsai & P.S.Chen - Amomum micranthum Ridl. - Amomum microcarpum C.F.Liang & D.Fang - Amomum microcheilum (Ridl.) Merr. - Amomum mindanaense Elmer - Amomum molle Ridl. - Amomum muricarpum Elmer - Amomum muricatum Bedd. - Amomum nemorale (Thwaites) Trimen - Amomum neoaurantiacum T.L.Wu, K.Larsen & Turland - Amomum ochreum Ridl. - Amomum odontocarpum D.Fang - Amomum oliganthum K.Schum. - Amomum ovoideum Pierre ex Gagnep. - Amomum padangense K.Schum. - Amomum palawanense Elmer - Amomum paratsaoko S.Q.Tong & Y.M.Xia - Amomum pauciflorum Baker - Amomum paucifolium R.M.Sm. - Amomum pausodipsus K.Schum. - Amomum pellitum Ridl. - Amomum pierreanum Gagnep. - Amomum propinquum Ridl. - Amomum pterocarpum Thwaites - Amomum pubescens (Ridl.) Merr. - Amomum pubimarginatum Elmer - Amomum pungens R.M.Sm. - Amomum purpureorubrum S.Q.Tong & Y.M.Xia - Amomum putrescens D.Fang - Amomum quadratolaminare S.Q.Tong - Amomum queenslandicum R.M.Sm. - Amomum repoeense Pierre ex Gagnep. - Amomum rivale Ridl. - Amomum robertsonii Craib - Amomum roseisquamosum Nagam. & S.Sakai - Amomum sarasinorum K.Schum. - Amomum scarlatinum H.T.Tsai & P.S.Chen - Amomum sceletescens R.M.Sm. - Amomum schlechteri K.Schum. - Amomum sericeum Roxb. - Amomum siamense Craib - Amomum somniculosum S.Sakai & Nagam. - Amomum spiceum Ridl. - Amomum squarrosum Ridl. - Amomum staminidivum Gobilik - Amomum stenocarpum Valeton - Amomum stenophyllum K.Schum. - Amomum subcapitatum Y.M.Xia - Amomum subulatum Roxb. - Amomum sumatrense Ridl. - Amomum tephrodelphys K.Schum. - Amomum terminale Ridl. - Amomum testaceum Ridl. - Amomum thysanochililum S.Q.Tong & Y.M.Xia - Amomum tomrey Gagnep. - Amomum trachycarpum K.Schum. - Amomum trianthemum K.Schum. - Amomum trichanthera Warb. - Amomum trichostachyum Alston - Amomum truncatum Gagnep. - Amomum tsaoko Crevost & Lem. - Amomum tuberculatum D.Fang - Amomum uliginosum J.König - Amomum utriculosum (Ridl.) Holttum - Amomum vermanum S.Tripathi & V.Prakash - Amomum verrucosum S.Q.Tong - Amomum vespertilio Gagnep. - Amomum vestitum K.Schum. - Amomum villosum Lour. - Amomum warburgianum K.Schum. & Lauterb. - Amomum warburgii (K.Schum.) K.Schum. - Amomum xanthophlebium Baker in J.D.Hooker - Amomum yingjiangense S.Q.Tong & Y.M.Xia - Amomum yunnanense S.Q.Tong |

- Lista completa

## Classificação do gênero
| Sistema | Classificação                     | Referência               |
| ------- | --------------------------------- | ------------------------ |
| Linné   | Classe Monandria, ordem Monogynia | Species plantarum (1753) |